# Graham French
Graeme French (15 de abril de 1926-9 de marzo de 2012) fue un deportista australiano que compitió en ciclismo en la modalidad de pista. Ganó dos medallas en el Campeonato Mundial de Ciclismo en Pista, oro en 1956 y bronce en 1957.

## Medallero internacional
| Campeonato Mundial | Campeonato Mundial     | Campeonato Mundial | Campeonato Mundial |
| Año                | Lugar                  | Medalla            | Competición        |
| ------------------ | ---------------------- | ------------------ | ------------------ |
| 1956               | Copenhague (Dinamarca) | Medalla de oro     | Medio fondo (P)    |
| 1957               | Rocourt (Bélgica)      | Medalla de bronce  | Medio fondo (P)    |